# دانييل جيل مارتينيز
دانييل جيل مارتينيز (بالإسبانية: Heriberto Gil Martínez)‏ هو طيار كولومبي، ولد في 24 نوفمبر 1903 في Tuluá ‏ في كولومبيا، وتوفي في 21 مايو 1933 في Puerto Leguízamo ‏ في كولومبيا.